# D12
D12 ist eine US-amerikanische Hip-Hop-Crew, die 1996 von sechs Detroiter Rappern gegründet wurde. Sie stand seit 1999 bei Eminems Label Shady Records unter Vertrag und erlangte dank dessen Bekanntheit selbst weltweiten Erfolg ab 2001. Im Jahr 2018 gab Eminem die Auflösung der Gruppe bekannt. Trotzdem spielen die verbliebenen Mitglieder als D12 weiterhin Konzerte.

## Geschichte
Der Name „D12“ ist eine Abkürzung für Dirty Dozen (deutsch Dreckiges Dutzend). D12 bestand, entgegen dem Namen, nur aus sechs Personen, die jedoch jeweils ein Alter Ego hatten. Die Gründungsmitglieder waren Proof (Dirty Harry), Bizarre (Peter S. Bizarre), Kuniva (Hannz G.) (der später seinen Namen zu Rondell Beene änderte), Kon Artis (Mr. Porter), Bugz (Robert Beck) und Eminem, der den berühmten Charakter Slim Shady als sein Alter Ego benutzte.
Als die Formation noch keine weltweite Berühmtheit besaß, wurde das Mitglied Bugz, der weit über Detroit hinaus als talentierter Freestyle-Rapper bekannt war, am 21. Mai 1999 in Detroit nach einem Streit erschossen. Bugz wurde durch den mit der Band befreundeten Rapper Swift ersetzt, für den er sich vor seinem Tod noch selbst als mögliches Mitglied ausgesprochen hatte. Alle Mitglieder, einschließlich Eminem, tragen zum Gedenken an ihn ein Tattoo auf ihren Handgelenken. Außerdem widmeten sie ihm auf ihrem zweiten Album D12 World die Songs Good Die Young und Bugz ’97.
Im Jahr 2000 stellte Eminem die Rap-Crew auf seinem Album The Marshall Mathers LP beim Song Under the Influence vor. Nachdem die Band so einer großen Hörerschaft bekannt gemacht wurde, erschien Ende 2000 die erste D12-Single Shit on You. Im Sommer 2001 brachten sie mit Purple Pills eine weitere Single heraus, die auch auf dem kurz darauf erschienenen Debütalbum Devils Night zu finden war, welches sich wochenlang in den deutschen Top Ten hielt. Anschließend wurde noch Fight Music als Single veröffentlicht. Im gleichen Jahr waren sie gemeinsam mit Bionic Jive auf einer mehrwöchigen Tournee unterwegs.
Im April 2004 folgte dann das zweite Album D12 World, aus dem mit My Band und How Come zwei weitere erfolgreiche Singles ausgekoppelt wurden. Auch dieses Album konnte sich hoch in den Charts platzieren.

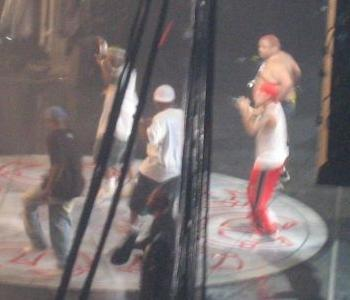
D12 bei einem Auftritt (2005)

2005 erhielten D12 eine Rolle in dem Spielfilm Spiel ohne Regeln, in dessen Abspann sie als „Basketball-Sträflinge“ aufgelistet wurden. Für den Film nahmen sie den Song My Ballz auf. Obwohl Eminem das einzige D12-Mitglied war, das nicht im Film erschien, steuerte er in My Ballz den Refrain und eine Strophe bei.
Am Morgen des 11. April 2006 wurde das Gründungsmitglied Proof erschossen, nachdem er mit einer zweiten Person einen After Hours Club an der 8 Mile Road in Detroit verlassen hatte. Daraufhin bestand D12 nur noch aus fünf Rappern.
Seitdem erschien kein weiteres Album der Band. Stattdessen veröffentlichten die verbliebenen Mitglieder 2008 das Mixtape Return of the Dozen, auf dem auch andere Rapper aus Detroit vertreten sind, jedoch nicht Eminem.
Die Veröffentlichung eines zweiten Teils des Mixtapes erfolgte am 12. April 2011. Am 6. April 2011 gab Bizarre bekannt, dass Fuzz Scoota als neues sechstes Mitglied in die Gruppe aufgenommen wurde, der jedoch 2015 wieder ausschied.
Im Januar 2014 bestätigte Mark Bass von dem Musikproduzenten-Duo Bass Brothers, dass D12 vor Kurzem in den F.B.T. Musikstudios mehrere Songs aufgenommen habe. Eminem soll auf mindestens drei Songs zu hören sein.
Auch Bizarre kehrte zur Gruppe zurück und bestätigte im Februar 2014, dass neues Material noch bald erscheinen soll.
Im November 2014 steuerten D12 einen Song zu Shady XV bei, zu hören sind darauf alle Mitglieder außer Eminem.
Bizarre und Kuniva kündigten am 22. August 2015 über Twitter ein neues Mixtape an. Es trägt den Titel The Devils Night und wurde im Oktober 2015 veröffentlicht. Mr. Porter ist auf zwei Tracks, Eminem (in der Reloaded-Fassung) auf einem Track des Mixtapes zu hören. Der Großteil der Tracks wurde von Kuniva, Bizarre und Swift gemeinsam geschrieben und aufgenommen.
Am 31. August 2018 gab Eminem im Song Stepping Stone von seinem zehnten Studioalbum Kamikaze die Auflösung der Gruppe bekannt. Zugleich entschuldigte er sich bei Kuniva, Bizarre und Swift, die Gruppe nach Proofs Tod vernachlässigt zu haben. Trotzdessen touren die verbliebenen Mitglieder weiterhin als D12. 2023 spielten sie unter anderem als Vorgruppe von Snoop Dogg.

## Diskografie

### Studioalben
| Jahr | Titel        | Höchstplatzierung, Gesamtwochen, AuszeichnungChartplatzierungen (Jahr, Titel, Platzierungen, Wochen, Auszeichnungen, Anmerkungen) | Höchstplatzierung, Gesamtwochen, AuszeichnungChartplatzierungen (Jahr, Titel, Platzierungen, Wochen, Auszeichnungen, Anmerkungen) | Höchstplatzierung, Gesamtwochen, AuszeichnungChartplatzierungen (Jahr, Titel, Platzierungen, Wochen, Auszeichnungen, Anmerkungen) | Höchstplatzierung, Gesamtwochen, AuszeichnungChartplatzierungen (Jahr, Titel, Platzierungen, Wochen, Auszeichnungen, Anmerkungen) | Höchstplatzierung, Gesamtwochen, AuszeichnungChartplatzierungen (Jahr, Titel, Platzierungen, Wochen, Auszeichnungen, Anmerkungen) | Anmerkungen                                                |
| Jahr | Titel        | DE | AT | CH | UK | US | Anmerkungen                                                |
| ---- | ------------ | --- | --- | --- | --- | --- | ---------------------------------------------------------- |
| 2001 | Devils Night | DE5 (18 Wo.)DE | AT12 (13 Wo.)AT | CH7 (13 Wo.)CH | UK2 Platin · (23 Wo.)UK | US1 Platin · (22 Wo.)US | Erstveröffentlichung: 18. Juni 2001 Verkäufe: + 1.880.000  |
| 2004 | D12 World    | DE2 Gold · (21 Wo.)DE | AT5 (20 Wo.)AT | CH3 (19 Wo.)CH | UK1 Platin · (22 Wo.)UK | US1 ×2Doppelplatin · (28 Wo.)US                                                                                                   | Erstveröffentlichung: 26. April 2004 Verkäufe: + 2.755.000 |

### Mixtapes
- 2000: Detroit, What! (Demotape)
- 2003: Limited Edition Mixtape (ohne Eminem)
- 2008: Return of the Dozen (ohne Eminem)
- 2011: Return of the Dozen Vol. 2
- 2015: The Devils Night Mixtape (ohne Eminem)
- 2015: The Devils Night Mixtape: Reloaded

### EPs
- 1997: The Underground EP (2007 unter dem Titel The Dirty Dozen wiederveröffentlicht)

### Singles
| Jahr | Titel Album                                | Höchstplatzierung, Gesamtwochen, AuszeichnungChartplatzierungen (Jahr, Titel, Album, Platzierungen, Wochen, Auszeichnungen, Anmerkungen) | Höchstplatzierung, Gesamtwochen, AuszeichnungChartplatzierungen (Jahr, Titel, Album, Platzierungen, Wochen, Auszeichnungen, Anmerkungen) | Höchstplatzierung, Gesamtwochen, AuszeichnungChartplatzierungen (Jahr, Titel, Album, Platzierungen, Wochen, Auszeichnungen, Anmerkungen) | Höchstplatzierung, Gesamtwochen, AuszeichnungChartplatzierungen (Jahr, Titel, Album, Platzierungen, Wochen, Auszeichnungen, Anmerkungen) | Höchstplatzierung, Gesamtwochen, AuszeichnungChartplatzierungen (Jahr, Titel, Album, Platzierungen, Wochen, Auszeichnungen, Anmerkungen) | Anmerkungen                                                |
| Jahr | Titel Album                                | DE | AT | CH | UK | US | Anmerkungen                                                |
| ---- | ------------------------------------------ | --- | --- | --- | --- | --- | ---------------------------------------------------------- |
| 2000 | Shit on You Devils Night (Limited Edition) | DE8 (12 Wo.)DE | AT45 (9 Wo.)AT | CH21 (12 Wo.)CH | UK10 (15 Wo.)UK | — | Erstveröffentlichung: 5. Dezember 2000                     |
| 2001 | Purple Pills Devils Night                  | DE19 (10 Wo.)DE | AT41 (12 Wo.)AT | CH25 (14 Wo.)CH | UK2 Platin · (18 Wo.)UK | US19 (15 Wo.)US | Erstveröffentlichung: 9. Juli 2001 Verkäufe: + 665.000     |
| 2001 | Fight Music Devils Night                   | DE38 (10 Wo.)DE | AT61 (4 Wo.)AT | CH51 (9 Wo.)CH | UK11 Silber · (5 Wo.)UK | — | Erstveröffentlichung: 5. November 2001 Verkäufe: + 200.000 |
| 2004 | My Band D12 World                          | DE2 Gold · (15 Wo.)DE | AT4 (16 Wo.)AT | CH3 (20 Wo.)CH | UK2 Platin · (20 Wo.)UK | US6 Gold · (18 Wo.)US | Erstveröffentlichung: 14. März 2004 Verkäufe: + 1.385.000  |
| 2004 | How Come D12 World                         | DE15 (12 Wo.)DE | AT17 (15 Wo.)AT | CH17 (15 Wo.)CH | UK4 (8 Wo.)UK | US27 Gold · (12 Wo.)US | Erstveröffentlichung: 8. Juni 2004 Verkäufe: + 500.000     |

### Kollaborationen und Exclusives
- 2000: Get Back mit Tony Touch (auf The Piece Maker)
- 2000: Words Are Weapons mit Funkmaster Flex (auf The Mix Tape, Vol. 4: 60 Minutes of Funk)
- 2000: Act a Fool (auf Kill the DJ)
- 2000: Under the Influence (auf The Marshall Mathers LP)
- 2000: Quitter (Disstrack gegen Everlast)
- 2001: Blow My Buzz (auf The Wash)
- 2001: 911 mit Gorillaz & Terry Hall (auf Bad Company)
- 2002: When the Music Stops (auf The Eminem Show)
- 2002: She Devil mit Tech N9ne (auf Absolute Power)
- 2002: Rap Game mit 50 Cent (auf 8 Mile)
- 2003: Outro mit Obie Trice (auf Cheers)
- 2003: Doe Rae Me mit Obie Trice (auf Straight from the Lab, Disstrack gegen Ja Rule, Murder Inc. und Benzino)
- 2004: Census Bureau (auf The Streetsweeper Vol. 2: The Pain from the Game)
- 2004: Lies & Rumors (auf Shark Tale)
- 2004: One Shot 2 Shot (auf Encore)
- 2005: My Ballz (auf The Longest Yard)
- 2005: Nuthin’ at All (auf Hannicap Circus)
- 2005: Pimplikeness (auf Searching for Jerry Garcia)
- 2005: Off to Tijuana mit Hush (auf Bulletproof)
- 2011: Hit Me with Your Best Shot
- 2017: Pimp & Hoes (auf Grey Blood)

### Musikvideos
| Jahr | Titel           | Regie                    |
| ---- | --------------- | ------------------------ |
| 2000 | Shit on You     | Estevan Oriol            |
| 2001 | Purple Pills    | Joseph Kahn              |
| 2001 | Fight Music     | Marc Klasfeld            |
| 2004 | My Band         | Philip Atwell und Eminem |
| 2004 | Git Up          | Davy Duhamel             |
| 2004 | How Come        | Davy Duhamel             |
| 2004 | 40 Oz           | Davy Duhamel             |
| 2004 | U R the One     | Davy Duhamel             |
| 2009 | Fugh University |                          |
| 2011 | Kill Zone       | James Martin             |
| 2011 | I Made It       | Christian Anthony        |
| 2011 | Outro           |                          |
| 2015 | Dirty Dozen     | Jazpixels                |
| 2016 | Steel Ill       | FrostisRad               |
| 2016 | Raw as It Gets  |                          |

## Auszeichnungen für Musikverkäufe
| Goldene Schallplatte - Australien - 2001: für die Single Purple Pills - 2024: für das Lied One Shot 2 Shot - Frankreich - 2001: für das Album Devils Night - Norwegen - 2001: für das Album Devils Night - 2004: für die Single My Band | Platin-Schallplatte - Australien - 2001: für das Album Devils Night - 2004: für die Single My Band - 2004: für das Album D12 World - Dänemark - 2022: für das Album Devils Night - 2024: für das Album D12 World - Japan - 2004: für das Album D12 World - Neuseeland - 2001: für das Album Devils Night - 2004: für das Album D12 World - 2022: für die Single Purple Pills | 2× Platin-Schallplatte - Neuseeland - 2024: für die Single My Band 3× Platin-Schallplatte - Kanada - 2001: für das Album Devils Night |

Anmerkung: Auszeichnungen in Ländern aus den Charttabellen bzw. Chartboxen sind in ebendiesen zu finden.
| Land/RegionAuszeichnungen für Musikverkäufe (Land/Region, Auszeichnungen, Verkäufe, Quellen) | Silber  | Gold     | Platin       | Verkäufe  | Quellen                       |
| -------------------------------------------------------------------------------------------- | ------- | -------- | ------------ | --------- | ----------------------------- |
| Australien (ARIA)                                                                            | —       | 2× Gold2 | 3× Platin3   | 280.000   | aria.com.au                   |
| Dänemark (IFPI)                                                                              | —       | —        | 2× Platin2   | 40.000    | ifpi.dk                       |
| Deutschland (BVMI)                                                                           | —       | 2× Gold2 | —            | 250.000   | musikindustrie.de             |
| Frankreich (SNEP)                                                                            | —       | Gold1    | —            | 100.000   | infodisc.fr                   |
| Japan (RIAJ)                                                                                 | —       | —        | Platin1      | 250.000   | riaj.or.jp                    |
| Kanada (MC)                                                                                  | —       | —        | 3× Platin3   | 300.000   | musiccanada.com               |
| Neuseeland (RMNZ)                                                                            | —       | —        | 5× Platin5   | 120.000   | aotearoamusiccharts.co.nz NZ2 |
| Norwegen (IFPI)                                                                              | —       | 2× Gold2 | —            | 30.000    | ifpi.no                       |
| Vereinigte Staaten (RIAA)                                                                    | —       | 2× Gold2 | 3× Platin3   | 4.000.000 | riaa.com                      |
| Vereinigtes Königreich (BPI)                                                                 | Silber1 | —        | 4× Platin4   | 2.000.000 | bpi.co.uk                     |
| Insgesamt                                                                                    | Silber1 | 9× Gold9 | 21× Platin21 |           |                               |

## Preise
- Echo Pop
  - 2002: „Künstler/in oder Gruppe international“

- MTV Europe Music Awards
  - 2004: „Beste Hip-Hop-Künstler“